# リディア・ロポコワ

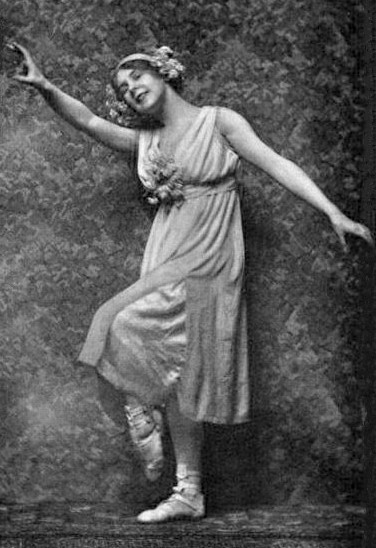
リディア・ロポコワ

リディア・ヴァシリエヴナ・ロポコワ （ロシア語名：Лидия Васильевна Лопухова/Lydia Vasilyevna Lopokova, Baroness Keynes, 1892年10月21日 - 1981年6月8日）は、20世紀初頭に活躍したバレエダンサー。イギリスの経済学者ジョン・メイナード・ケインズの妻として知られる。

## 生涯
サンクトペテルブルクで4人兄弟の一人として生まれた。兄弟は全員バレエダンサーとなり、そのうち兄フョードル・ロポコフは二度にわたって（1922年 - 1935年、1951年 - 1956年）マリインスキー・バレエの主席振付家を務めた。
リディアは帝立バレエ学校で訓練を積んだ。1910年にロシアを離れ、セルゲイ・ディアギレフ主催のバレエ・リュスに加わった。しかし夏の公演旅行後にはアメリカへ発ち、6年滞在した。1916年に再びバレエ・リュスへ戻り、以前のパートナーであったヴァーツラフ・ニジンスキーと組んだ。バレエ団のマネージャーだったランドルフォ・バッロッチと結婚後一時舞台を離れたが、1921年に復帰。『リラの妖精』や『眠れる森の美女』のオーロラ姫を踊った。この頃にストラヴィンスキーやパブロ・ピカソと親交を深め、ピカソは彼女をモデルに何度も絵を描いている。
1918年のロンドン公演で出会ったジョン・ケインズとの不倫の末、リディアとケインズは1925年に結婚した。ケインズはブルームズベリー・グループの一員で、結婚前には画家ダンカン・グラントや作家リットン・ストレイチーと同性愛関係にあったバイ・セクシュアルの男だった。しかし2人の結婚生活は極めて幸福だったという。リディアはブルームズベリー・グループに加わったわけではなかったが、T・S・エリオットと友人同士になった。1928年から、まだ根付いていなかったイギリスでのバレエを根付かせる役目を担い、ロンドンやケンブリッジで舞台に立った。
2人の間には、子供はなく、1946年のケインズの死後、公の舞台から離れひっそりと暮らした。

## 伝記
- 中矢俊博『ケインズとケンブリッジ芸術劇場　リディアとブルームズベリー・グループ』同文舘出版、2008年